# Fléau (comics)
Pour les articles homonymes, voir Fléau.
Cain Marko, alias le Fléau (« Juggernaut » en version originale) est un personnage de fiction, au départ un super-vilain, évoluant dans l'univers Marvel de la maison d'édition Marvel Comics. Créé par le scénariste Stan Lee et le dessinateur Jack Kirby, il apparaît pour la première fois dans le comic book X-Men (vol. 1) #12 en juillet 1965.
Cain Marko fait partie de ces personnages qui, ayant longtemps été de puissants ennemis des super-héros, leurs némésis, deviennent finalement leurs alliés après un changement d'état d'esprit.

## Biographie du personnage

### Un passé chargé
Cain Marko est le demi-frère de Charles Xavier, futur mentor des X-Men. Son père, Kurt Marko, épouse la mère de Charles, Sharon Xavier, après le décès de son mari Brian Xavier.
Sharon Marko sombre ensuite dans l'alcoolisme à cause des brimades de Kurt, accordant de moins en moins d'attention à son fils Cain. Celui-ci reporte ses frustrations (et la violence qu'il subit) contre son demi-frère. Charles utilise alors son pouvoir télépathique pour lire dans les pensées de Cain et découvre que son esprit est gravement perturbé. À cause de cette « intrusion », Cain devient encore plus agressif.
Il est alors envoyé dans une école militaire pour tenter de lui enseigner la discipline et essayer de le maîtriser. Il s'engage ensuite dans l'armée.

### La naissance de l'Exemplar
Cain Marko et Charles Xavier servent dans l'armée américaine pendant la guerre de Corée.
Ils découvrent ensemble l'ancien temple de Cyttorak, oublié depuis plusieurs siècles. Sur un autel, Cain trouve un rubis de grande valeur et s'en empare. Une inscription mystérieuse figure sur la pierre. Cain la lit à haute voix : « Whosoever touches this gem shall be granted the power of the Crimson Bands of Cyttorak! Henceforth, you who read these words, shall become... forevermore... a human juggernaut! », (« Quiconque touche cette pierre obtiendra la puissance des bandelettes pourpres de Cyttorak ! Désormais, vous qui lisez ces mots, deviendrez ... pour toujours ... un mastodonte humain ! »)
Lorsqu'il lit l'inscription, la caverne commence à s'écrouler. Charles réussit à s'échapper mais son demi-frère reste prisonnier des décombres. Pourtant, celui-ci survit et finit par s'extraire des ruines du temple après plusieurs semaines d'efforts. Sa rage n’a alors plus de limites et il poursuit son nouveau but : se venger de Charles et le faire souffrir. Pour cela, il se construit une armure et part à la recherche de son demi-frère. Le juggernaut humain est né (dans la traduction française, il porte le nom de « Fléau »).

### Un puissant super-vilain
Le Fléau apparaît pour la première fois dans Uncanny X-Men #12, bien que son existence ait été détectée par le Professeur Xavier dans l'épisode précédent. Depuis ce jour, il a combattu de nombreux super-héros de l'univers Marvel : les X-Men, les Vengeurs, Spider-Man ou Hulk. Il s'allie un moment au mercenaire mutant nommé Black Tom Cassidy, qui devient alors son seul ami.
Plus tard, il combat une entité psychique nommée Onslaught, un des seuls adversaires qui lui fait ressentir de la douleur. En effet, Onslaught le propulse du Canada jusqu'au New Jersey au début du crossover Onslaught, puis l'emprisonne à l'intérieur du Rubis de Cyttorak. Après la défaite de l'entité, Cain Marko est capturé par les Exemplars, des manifestations vivantes de diverses entités mystiques. Il apprend plus tard qu'il était l'un des huit Exemplars, destinés à s'affronter pour déterminer lequel est le plus puissant. Cette bataille, qui aurait entraîné la destruction de la Terre, est empêchée par Marko avec l'aide de Xavier. Lorsque les Vengeurs battent les Exemplars, ils libèrent le Fléau.
Marko, qui a donc la vie sauve, accepte d'être emprisonné. Il est alors enlevé par le vaisseau des Célestes pour accomplir une mission qui sauvera l'Humanité, puis retrouve sa cellule. Il cherche à s'amender et offre à la Commission des activités supra-humaines de devenir leur chasseur de primes. Mais ce n'est qu'un plan pour s'échapper et retrouver sa vie de criminel.
Il est téléporté pendant une courte période dans l'Ultraverse et fait partie d'une équipe des Exilés, avec Reaper et Sienna Blaze.

### La rédemption
Après un combat contre Cyttorak, Cain Marko perd une grande partie de ses pouvoirs. Il finit par se réconcilier avec son frère Charles Xavier, est mis à l'épreuve puis admis au sein des X-Men. À l'Institut, il se lie d'amitié avec Sammy, un jeune mutant qui a une influence positive sur sa façon de vivre. Lors de son procès, il noue une relation intime avec Miss Hulk. À la surprise générale, Cain Marko est amnistié de tous ses crimes grâce à sa bonne conduite (il avait empêché le Rhino de s'échapper de prison).
Quelque temps après, Black Tom Cassidy refait surface et l'introduit comme membre de la Confrérie des mauvais mutants. En fait, à la demande de Charles Xavier, Marko devait infiltrer cette organisation, adversaire des X-Men. Ignorant ce plan, Sammy surprend Marko participant à une réunion de la Confrérie et en conclut qu'il trahit les X-Men. Hurlant sous le coup d'une crise de nerfs, Black Tom, agacé, le tue. Rendu fou de rage par ce meurtre, le Fléau attaque Cassidy.
À la fin du combat, la Confrérie tout entière est aspirée dans un trou noir créé par Xorn. Marko suit le groupe pour être sûr que Nocturne (une des Exilés) en réchappe et pour contrer la Confrérie. Marko et Nocturne se retrouvent ensuite sur Mojoworld (en) mais réussissent à revenir sur Terre chez les X-Men.

### Après leM-Day
Après le crossover Decimation, le Fléau rejoint la nouvelle équipe de super-héros Excalibur basée à Londres. Bien que ses pouvoirs aient diminué, il est un élément important de l'équipe de héros.
Dans l'une de leurs aventures, Cain Marko se rend au Temple de Cyttorak où il affronte et tue un adversaire pour reprendre la Gemme de Cyttorak. Pour retrouver sa toute-puissance, il doit se plier aux exigences de Cyttorak et reprend sa fonction de Destructeur, violent et implacable. Lors de World War Hulk, il tient tête à Hulk pour finalement perdre le duel. Redevenu le Fléau, il quitte Xavier et reprend son indépendance.
Hulk manipule Marko pour qu'il affronte son fils Skaar dans un entrainement. Ce dernier propulse le Fléau dans l'espace, prouvant sa ruse et sa force.

### Membre des Thunderbolts
Cain Marko est admis par Luke Cage (lui-même poussé par Charles Xavier) au sein de l'équipe de réhabilitation des Thunderbolts. Il reçoit une injection de nanomachines, l'empêchant d'agresser ses partenaires.

### Fear Itself
Dans Fear Itself, alors qu’il se trouve enfermé dans la prison du Raft, Cain Marko se voit octroyer l'un des sept Marteaux Sacrés libérés par Sin et se retrouve transformé en Kuurth, le Briseur de pierre.
Après avoir combattu les X-Men et un Colossus désormais nouvel avatar de Cyttorak, il est néanmoins dépossédé de ses récents pouvoirs lors de la réunion de super-héros qui aboutit à la défaite de Serpent (en), le dieu de la peur d’Asgard.

## Pouvoirs, capacités et équipement

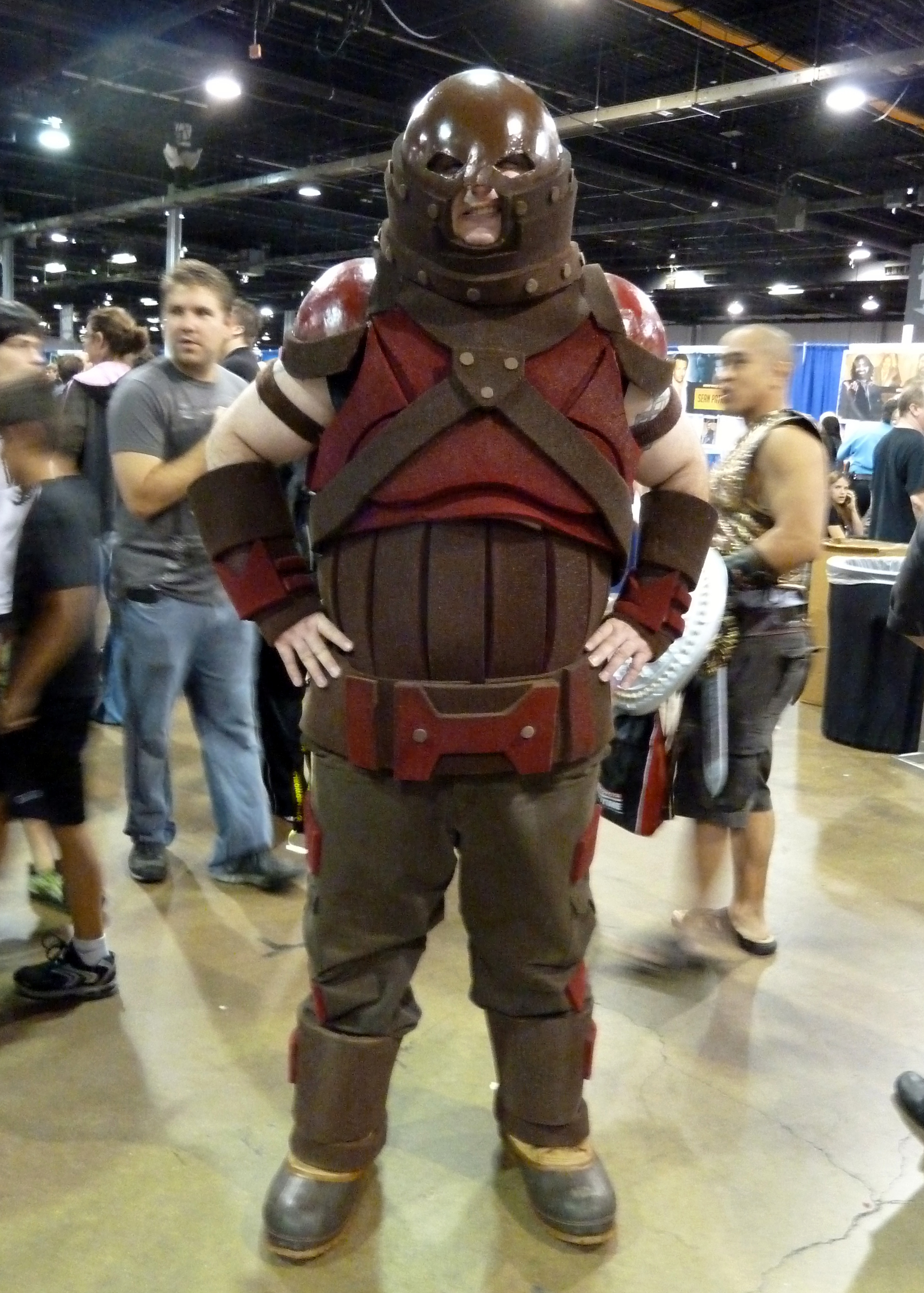
Cosplay du Fléau.

Quand Cain Marko trouva la « Gemme pourpre de Cyttorak », il reçut du rubis une puissante énergie magique et fut transformé en un avatar immortel de l'entité mystique en question,.
Le Fléau possède une force surhumaine sans limite connue, à tel point que lorsqu'il se met en mouvement, rien sur Terre n'est en mesure de l'arrêter. Il est capable de soulever et d'utiliser des bâtiments comme des armes, voire de fracasser des montagnes. Parmi tous les adversaires qu'il a affrontés, seuls Hulk ou Onslaught sont en mesure de l'égaler en force brute. Tout comme Hulk, il est capable de provoquer des ondes de choc très puissantes en claquant violemment des mains, ou provoquer des tremblements de terre en frappant le sol du pied. Dans l'échelle de pouvoirs de l'univers Marvel, il est classé comme étant de classe 100+, ce qui veut dire qu'il est capable de soulever (ou d'exercer une pression équivalente à) plus de 100 tonnes.
En complément de sa force, le Fléau est pratiquement invulnérable,. Il peut par ailleurs générer une sorte de champ de force défensif mystique autour de son corps. Ce champ parvient à le protéger des griffes d'adamantium de Wolverine ou des coups répétés du marteau enchanté de Thor ; même les tentatives du Surfer d'argent ont été arrêtées par cet écran mystique. Son corps a résisté sans dommage à l'attaque d'équipes entières de super-héros comme les Vengeurs ou les X-Men. Même si on parvient à le blesser comme l'ont fait Wolverine ou Shatterstar, il guérit instantanément sans perdre de sa force. De toute façon, la densité de sa peau le rend presque invulnérable.
Cette énergie mystique qui l'englobe et l'alimente lui permet de ne pas avoir besoin de respirer, manger ou boire. Elle lui permet aussi de ne pas ressentir la fatigue et donc d'être très endurant. Le Fléau est notamment resté prisonnier d'une gangue de béton armé pendant plus de six mois et a passé deux années de sa vie dans l'espace, assis sur un astéroïde, Thor ayant utilisé le pouvoir de son marteau pour l'envoyer là-bas.
En raison de tous ces atouts, le Fléau peut développer une énergie cinétique presque infinie. Lorsqu'il se met à marcher ou à courir, il est quasiment impossible à arrêter. On peut éventuellement le ralentir avec des obstacles placés sur son chemin ou grâce à l'action d'individus dotés d'une force titanesque. Gladiator et Thor ont réussi cet exploit (ce dernier notamment en mettant en jeu sa puissance divine, concentrée dans son marteau, pour délivrer une rafale d'énergie d'une force phénoménale qui mit le Fléau K.O). Hulk et son fils, Skaar, l'ont également stoppé physiquement,. Le Fléau est cependant vulnérable à certaines forces de magie, si elles sont suffisamment puissantes.
Pendant un temps, il possédait aussi des capacités télépathiques ainsi que certaines facultés mystiques, qu’il a depuis perdues.
Bien que le corps du Fléau soit invulnérable, son esprit reste vulnérable aux attaques psychiques. Ayant pris conscience de ce fait, il s'est doté d'un large casque indestructible composé d'un alliage extra-dimensionnel inconnu, existant dans le Cosmos écarlate de Cyttorak. Le casque lui permet d'être protégé des attaques psychiques que ses adversaires ne manquent pas de tenter afin de le neutraliser. Il dispose également d'une cagoule,, faite dans le même métal et ayant les mêmes effets, qu'il porte sous son casque. Il portait aussi une armure qu’il pouvait invoquer à volonté à partir du Cosmos écarlate de Cyttorak.
Après avoir été privé de ses pouvoirs, il commença à porter un costume ressemblant à son armure traditionnelle, mais composé de molécules instables.
Récemment, il a été privé de son énergie mystique, notamment de son champ de force personnel. Il possède toujours une force, une endurance et une résistance surhumaines grâce à l’absorption prolongée pendant des années des énergies de Cyttorak, mais les limites actuelles de ses capacités restent encore à définir.

## Versions alternatives

### Ultimate Marvel
Dans les histoires situées dans l'univers alternatif Ultimate Marvel, le Fléau fait partie du projet Arme X. Il traque les X-Men et ne semble pas indestructible. Sa force est comparable à celle de Colossus. Son nom est inconnu, il ne semble avoir aucun lien de parenté avec Charles Xavier et il est libéré de l'Arme X par Nick Fury.

## Apparitions dans d'autres médias
Sauf indication contraire, les informations mentionnées dans cette section peuvent être confirmées par la base de données cinématographiques IMDb,  présente dans la section « Liens externes ».

### Films
Interprété par Vinnie Jones

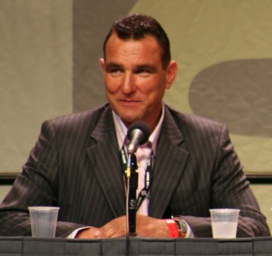
Vinnie Jones incarne Caïn Marko / Le Fléau dans X-Men : L'Affrontement final (2006).

- 2006 : X-Men : L'Affrontement final de Brett Ratner :

Le Fléau apparaît comme un mutant, alors qu'il n'en est pas un à l'origine. Son apparence physique diffère du personnage du comics et se rapproche plus de celle de Bulldozer, un des Démolisseurs. Il est dans ce film beaucoup moins puissant que dans les comics, les fans jugeant même sa dernière scène totalement ridicule.
Interprété (vocalement) par David Leitch
- 2018 : Deadpool 2 de David Leitch :

Le Fléau est un détenu du Blockhaus, une prison pour mutants. Il se lie d'amitié avec un jeune mutant nommé Russell Collins après que celui-ci ait partagé son repas avec lui. Il s'évade avec Russell lors d'un transfert de prisonnier interrompu par Câble et Deadpool. Plus tard, il se bat contre Colossus, contre qui il prend facilement l'avantage jusqu'à l'arrivée de Negasonic et de Yukio. Cette dernière le neutralise avec son fouet puis Colossus lui enfonce un câble haute tension entre les fesses avant que Negasonic ne le projette dans une piscine, le mettant hors d’état de nuire.
Dans ce film, son apparence est plus fidèle au comics, mais il est aussi beaucoup plus grand et plus fort que dans X-Men 3. Contrairement à la plupart des autres personnages, il est entièrement animé en images de synthèse, interprété en capture de mouvement par Ryan Reynolds.
Interprété par Aaron W. Reed
- 2024 : Deadpool et Wolverine :  un Variant du Fléau de X-Men : L'Affrontement final est au service de Cassandra Nova dans le Vortex. Il affronte l'équipe de Deadpool et Wolverine, avant d'être est tué par Laura/X-23 après s'être fait couper les pieds par la jeune mutante. Son casque est ensuite utilisé par Wade pour neutraliser les pouvoirs de Cassandra.

### Télévision
- 1967-1970 : L'Araignée (Spider-Man)
- 1992-1997 : X-Men
- 2000-2003 : X-Men: Evolution
- 2012-2017 : Ultimate Spider-Man

### Jeux vidéo
- 1994 : X-Men: Mutant Apocalypse
- 1995 : Marvel Super Heroes
- 1996 : X-Men vs. Street Fighter
- 2000 : Marvel vs. Capcom 2: New Age of Heroes
- 2001 : X-Men: Mutant Academy 2
- 2004 : X-Men Legends
- 2005 : X-Men Legends II : L'Avènement d'Apocalypse
- 2010 : Spider-Man : Dimensions
- 2013 : Lego Marvel Super Heroes
- Marvel vs Capcom [Lequel ?]

### Anecdotes
Dans le script originel du film X-Men: Days of Future Past, le personnage de Magnéto s'échappe du Pentagone grâce à une version plus jeune du Fléau. Dans la version finale, il sera remplacé par Vif Argent.[réf. souhaitée]